# Жовтоногий добаш
Жовтоногий добаш (Sasia) — рід дятлоподібних птахів родини дятлових (Picidae). Включає два види, що поширені у Південно-Східній Азії.

## Опис
Це дуже маленькі, практично безхвості дятли, з зовнішнім виглядом і звичками пошуку їжі, схожі на кромбека або повзика. Середовище проживання — ліс і вторинні порослі. Ці птахи мають м'ясоподібне орбітальне кільце та округлу (у поперечному перерізі) верхню нижню щелепу. Вони мають десять прямих м'язів і лише три пальці (відсутній перший палец, або hallux).

## Види
- Добаш малазійський (Sasia abnormis)
- Добаш білобровий (Sasia ochracea)